# Song For The Loser
『Song For The Loser』は、八十川勝監督の日本映画。

## 概要
2021年の横濱インディペンデント・フィルム・フェスティバルで、ジャック＆ベティ賞を獲得。

### ストーリー
母を失った少年。
仕事を失い、人が離れていく絶望のなか、変わることない友がそこにいた。脚色のない実話。

### キャスト
- 久松貴裕: 前田涼翔
- 久松貴裕（幼少期）: 梅谷祐成
- キング: 猪野又健
- ベトナム人: 水野祐樹
- 柴田: 太田直樹
- 弓削: 森廣晃平
- 比嘉: 川野慶大
- 太田: 厚見祐介
- 従業員: ヤリビト
- 倉増: 古川輝明
- 金山: 高松文夫
- 国松: 松林洋志
- 今井: 山西規喜
- 馳: 小堀正博
- 廣本嫁: 星川恵美
- 柴田海: 山下晴
- 田端: 篠崎雅美
- 笹原: 恵水流生
- 白澤康宏
- 舛本昌幸
- 田中やんぶ
- 熊田佳奈子
- 井上吉史
- 橋本セザ
- カスティーヨ ガルシア パブロ アルベルト

### スタッフ
- 原案: 久松貴裕
- 脚本: 堤健介
- 音楽: 中原実優
- 監督: 八十川勝
- 主題歌: SA (バンド)「SONG FOR THE LOSER」